# Сиролимус
Сиролимус, рапамицин — иммунодепрессант, применяемый для предотвращения отторжений органов при трансплантации; часто используется при трансплантациях почек. Сиролимус предотвращает активацию T и B клеток, подавляя их ответ на интерлейкины-2 (IL-2). Активно используется при стентировании. Также показал эффективность при лечении аутоиммунных заболеваний у мышей.

## История
История рапамицина началась в 1965 году, когда канадская экспедиция изучала остров Пасхи у горы Рано-Кау и собирала образцы почв. Образцы были заморожены и часть их оказалась у компании Ayerst. В ней работал Сурен Сегал (Suren Sehgal), который в 1979 году выделил бактерию Streptomyces hygroscopicus и эта бактерия выделяла вещество с противогрибковым эффектом. Вещество назвали рапамицин. Название препарата произошло от туземного названия этого острова «Rapa Nui».
Сурен родился в Пакистане, его отец был владельцем фармацевтического завода. У Сурена был с детства интерес к препаратам. В 16 лет он поступил в университет, а после окончания научной работы, переехал в Канаду.
Несколько лет длились исследования, было обнаружено его мощное воздействие на иммунитет и многое другое. Однако Ayerst не заинтересовалась этим препаратом, из-за проблем с финансами в 1983 году начались сокращения и монреальская лаборатория была закрыта, а большинство сотрудников уволено.
Был приказ уничтожить имеющиеся биологические образцы при закрытии компании. Но Сурен Сегал нарушил приказ и принес домой пакет с образцами Streptomyces hygroscopicus, которые хранились в его холодильнике. Сегала перевели в лабораторию в Принстоне, а сверток переехал с ним в упаковке с сухим льдом. После смены менеджмента (Wyeth выкупила Ayerst в 1987 году), Сегал убедил руководство продолжить работу над этой бактерией. Видимо он нашел аргументы и в 1999 году рапамицин был одобрен FDA и в сентябре 1999 был выпущен под торговым названием Rapamune.

## Механизм действия
Рапамицин ингибирует mTOR, связываясь со своим рецептором, цитоплазматическим белком FKBP12 (FK-binding protein 12), после чего этот комплекс узнает домен FRB (FKBP12-Rapamycin Binding domain) mTOR комплекса 1 (mTORC1). Это связывание приводит к дестабилизации mTORC1, который должен регулировать аутофагию, контроль трансляции, транскрипционную регуляцию и некоторые другие функции, связанные с клеточным ростом и выживанием.
Также сиролимус подавляет ответ на интерлейкин-2 и, таким образом, препятствует активации T и B клеток, а значит и иммунному ответу.

## Использование

### Предотвращение отторжения трансплантируемых органов
Основным преимуществом рапамицина перед кальциневриновыми ингибиторами является низкая токсичность по отношению к почкам. Пациенты, принимающие кальциневриновые ингибиторы в течение длительного времени, часто страдали ослаблением функций почек или даже хронической почечной недостаточностью. Этих синдромов удалось избежать, используя сиролимус вместо кальциневриновых ингибиторов. Особенно этот эффект был заметен при трансплантации почек больным с Гемолитикоуремическим синдромом, так как болезнь часто рецидивировала в случае использования кальциневриновых ингибиторов. Как бы то ни было, 7 октября 2008 года, FDA выпустило предупреждение о возможных нарушениях почечных функций, вызванных употреблением рапамицина. Также возможными побочными эффектами использования сиролимуса могут быть замедление заживления постоперацинных ран и тромбоцитопения. По этим причинам многие медицинские центры предпочитают назначать рапамицин не сразу после трансплантации, а только по прошествии нескольких недель.

### Использование при стентировании
Антипролиферативный эффект рапамицина также был использован для предотвращения рестеноза сосудов после их стентирования. Формирование слоя полимеризованного рапамицина на поверхности стентов уменьшает вероятность образования бляшек в стенированных сосудах и предотвращает их повторное сужение в период восстановления после операции. Предполагается, что такие стенты могут повышать вероятность риска сосудистого тромбоза.
Первые Сиролимус-выделяющие коронарные стенты начали выпускаться под маркой Cypher, сейчас выпускаются многими производителями.

### Использование для биологических исследований
Рапамицин используется в биологических исследованиях как агент для химически индуцированной димеризации. Для димеризации белков используются клеточные линии, экспрессирующие два гибридных белка, один из которых содержит FRB домен, а другой FKBP домен. Такие гибридные белки димеризуются только в присутствии рапамицина. Этот метод позволяет контролировать и изучать локализацию и взаимодействия белков.

## Побочные эффекты

### Интерстициальный пневмонит
Одним из побочных эффектов использования сиролимуса при легочной трансплантации является риск развития интерстициального пневмонита. Механизм этого явления пока недостаточно изучен.

### Онкология
Как и любые иммунодепрессанты, рапамицин подавляет врожденные противораковые механизмы защиты нашего организма, что способствует развитию опухоли, которое было бы затруднено в обычных условиях. Есть данные, что у больных раком, принимавших рапамицин, скорость развития опухоли была выше, чем у больных с интактной иммунной системой. Тем не менее, многие научные работы указывают на то, что определенные дозы рапамицина могут усилить иммунный ответ организма на опухоли или даже вызвать их деградацию.

### Диабетоподобные симптомы
Рапамицин способен ингибировать не только mTORC1 комплекс, но и родственный комплекс mTORC2. Нарушение функций mTORC2 может привести к «диабетоподобным» синдромам, таким как нечувствительность к инсулину и ухудшение переносимости глюкозы.

## Биосинтез
Биосинтез рапамицина осуществляется двумя мультиферментными комплексами: поликетидсинтазой 1 (PKS) и нерибосомальной пептидил синтазой (NRPS). PKS состоит из трех ферментных комплексов: RapA, RapB и RapC, которые организованы так, что первые 4 стадии элонгации поликетидной цепи происходят в RapA, следующие 6 стадий в RapB, а последние 4 стадии, завершающие синтез линейного поликетида происходят в RapC. Далее линейный поликетид модифицируется NRPS. RapP комплекс присоединяет L-пипеколат к терминальному концу поликетида, и поликетид циклизуется с образованием промежуточного продукта прерапамицина
Далее прерапамицин (Рис. 2) претерпевает 5 превращений (Рис. 3), которые ведут к образованию окончательного продукта рапамицина. В начале, под действием RapI (SAM-зависимая O-метилтрансфераза (MTase)) прерапамицин O-метилируется по C39. Далее RapJ (цитохром P450 моноксигеназа) присоединяет карбонильную группу к C9. RapM, следующая MTase, O-метилирует C16. Далее RapN, ещё одна P450 моноксигеназа образует гидроксильную группу на C27, которая сразу же O-метилируется RapQ с получением рапамицина.

## Исследования
Было показано, что сиролимус подавляет развитие кожной Саркомы Капоши у пациентов после пересадки почек. Есть данные, что рапамицин также может быть полезен при лечении туберозного склероза (TSC), врожденного заболевания, при котором у больных развиваются доброкачественные опухоли в мозгу, легких, почках, коже и других органах. Использование mTOR ингибиторов способствовало ремиссии TSC опухолей. По результатам исследований in vitro было высказано предположение, что рапамицин может подавлять распространение ВИЧ в организме, подавляя образование CCR5 рецепторов и способствуя аутофагии. В исследованиях на мышах было также замечено, что сиролимус препятствует развитию аутизма и болезни Альцгеймера.

## Увеличение продолжительности жизни и жизнеспособности
В 2006 впервые было показано, что рапамицин продлевает жизнь эукариот. Изначально такой эффект наблюдался на дрожжевых клетках. Было подтверждено, что эффект рапамицина определяется его влиянием на TOR киназу, так как другие ингибиторы TOR также приводили к увеличению продолжительности жизни клеток в стационарной фазе.

### Исследования проведенные на мышах
В 2009 году в публикации журнала Nature было показано увеличение максимальной продолжительности жизни у мышей. В эксперименте кормили рапамицином в количестве 14 ppm как молодых (9 месячных), так и уже пожилых (20 месячных - эквивалент 60 человеческим годам) особей. Так было показано, что наибольшая продолжительность жизни мышей, которым давали рапамицин, повысилась в среднем на 9 % у самцов и 14 % у самок.
Таким образом, рапамицин является первым фармакологическим агентом,  для которого было показано, что он увеличивает продолжительность жизни млекопитающих. И как показали исследования этот эффект не зависит от пола животного.

#### Связь со скоростью старения
Увеличение продолжительности жизни не обязательно говорит о том, что старение замедлилось. Другим объяснением может быть ингибирование сокращающих жизнь патологий, таких как, например, злокачественные опухоли. Часто мыши умирают именно от злокачественных опухолей. Попытка понять почему мыши, которым давали рапамицин, живут дольше, показала, что основной причиной смерти (более 70%) у мышей являются именно опухоли. И рапамицин увеличивает продолжительность жизни благодаря своим антираковым свойствам, замедляя и ингибируя образование новых опухолей и разрастание старых.
В ходе старения большинство тканей и систем органов подвергаются характерным молекулярным, структурным и функциональным изменениям.

#### Влияние на кровеносную систему
Оказалось, что принятие сиролимуса животными в течение относительно продолжительного времени (в течение 1 года в концентрации для которой было увеличение продолжительности жизни - 14 ppm) приводит к уменьшению объема и веса сердца. Также рапамицин способствует увеличению количества эритроцитов у мышей, имеющих фенотип с уменьшенным количеством красных кровяных телец,  причем, независимо от возраста.

#### Влияние на скелет и сухожилия
Существует несколько характерных изменений (снижение трабекулярной костной системы и прогрессирование кифозных изменений в позвоночнике, происходящих в скелете организма в ходе его старения. Изучение этих признаков старения показало, что, похоже, рапамицин не влияет на скелет в целом и кости в частности, зато значительно улучшает биомеханические свойства сухожилий.

#### Влияние на двигательную активность
В ходе старения у мышей уменьшается желание разведывать территорию и в общем снижается двигательная активность. Опыты, проведенные над молодыми (7 месяцев) и зрелыми (18 месяцев) особями, показали, что у мышей, которым давали рапамицин, моторные функции оказываются на более высоком уровне, чем у тех, кому его не давали. Причем, это улучшение мышечной активности наблюдается как у молодых, так и взрослых особей.

#### Влияние на зрение
У мышей с возрастом появляются проблемы со зрением, развивается катаракта в передней части глаза (65). Как показали исследования, рапамицин не способствует улучшению зрения у пожилых особей, а, возможно, даже негативно воздействует на конкретные черты строения глаза (меняет его плотность).

#### Влияние на иммунитет
Оказалось, что у мышей рапамицин каким-то образом может влиять на количество Т клеток, причем похоже, что он может противодействовать возрастному изменению в их количестве. Если говорить более подробно, то рапамицин способен приводить к уменьшению числа CD25+ CD4+ и CD44hi T клеток и увеличивать γδ популяцию.

#### Влияние на метаболизм
Было показано, что рапамицин способен увеличивать дыхательный обмен по крайней мере в одной из исследованных когорт, что, несомненно, заслуживает внимания и дальнейших исследований.
Существуют данные, что мыши, которые в эксперименте потребляли меньшее количество калорий на протяжении определенного периода времени, в среднем жили дольше. Поэтому некоторыми предполагается, что рапамицин замедляет общий метаболизм мышей, влияя на них также, как малокалорийные диеты. Для мышей, которые переходили на малокалорийную диету в возрасте 20 месяцев, наблюдался меньший эффект на продление средней продолжительности жизни, чем в случае с рапамицином. Не исключено, что рапамицин также может быть использован как антивозрастной препарат для пожилых людей; это удобно, так как не требует употребления препарата на протяжении всей жизни. Тем не менее, не стоит забывать, что высокие дозы рапамицина могут подавлять иммунную систему человека, делая его более подверженным инфекциям.

#### Влияние на обучение и память
Использование классического физиологического опыта (лабиринта Барнса), показало, что рапамицин улучшает обучаемость и укрепляет память генетически измененных мышей.

### Исследования на собаках
В настоящее время проводится испытание влияния малых доз рапамицина на продолжительность жизни и здоровье собак в рамках исследовательского проекта "Dog Aging Project".